# Alexandre O'Neill
Alexandre Manuel Vahía de Castro O'Neill (n. 19 decembrie 1924, Lisabona, d. 21 august 1986, Lisabona) a fost un poet suprarealist portughez, cu descendență irlandeză, fondatorul „Mișcării Suprarealiste din Lisabona” (Movimento Surrealista de Lisboa). 

## Viața și opera
Contemporan cu suprarealismul, de la care a plecat, dar de care s-a îndepărtat urmându-și drumul său, poetul Alexandre O'Neill se remarcă prin versul său laconic și scurt, care se supune unui concept și, uneori, unui fapt bine calculat; unele versuri par proverbe. Alexandre O'neill a avut o atitudine critica la adresa regimului dictatorial condus de Salazar. 

## Opere
- Tempo de Fantasmas (1951)
- No Reino da Dinamarca (1958)
- Abandono Vigiado (1960)
- Poemas com Endereço (1962)
- Feira Cabisbaixa (1965)
- De Ombro na Ombreira (1969)
- As Andorinhas não têm Restaurante (1970), em prosa narrativa
- Entre a Cortina e a Vidraça (1972)
- A Saca de Orelhas (1979)
- Uma Coisa em Forma de Assim (1980), em prosa narrativa
- As Horas Já de Números Vestidas (1981)
- Dezanove Poemas (1983)
- O Princípio da Utopia (1986)